# Cheval aquatique

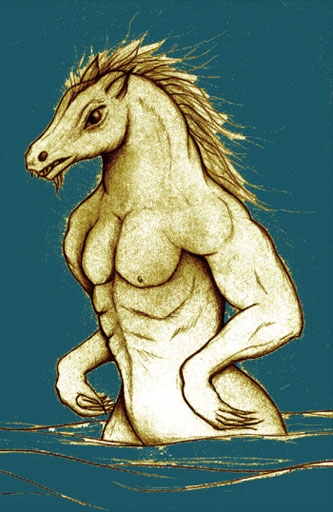
Représentation d'un each uisge

Les chevaux aquatiques, ou chevaux ondins, sont des créatures fantastiques mentionnées dans plusieurs mythes, légendes, contes et rapports d'observations rattachés au domaine de la cryptozoologie. Issus du folklore européen, surtout chez les Celtes et particulièrement les Gaëls, mais aussi en France, en Allemagne et dans les pays scandinaves, on les retrouve également dans les Mille et Une Nuits. Il s'agit essentiellement de chevaux vivant dans l'eau, ou de créatures métamorphes possédant des caractéristiques chevalines, aquatiques et humanoïdes à la fois. Ces chevaux vivraient le plus souvent dans les lacs et les lochs, les eaux courantes, les rivières, etc., et plus rarement dans les mers et les océans. Ils sont fréquents en Écosse, en Irlande, et sur l'île de Man. Certains d'entre eux sont réputés très dangereux par leur habitude de séduire les humains pour les pousser à les chevaucher pour ensuite les noyer, voire les dévorer, et il serait possible de les capturer en leur passant une bride et en les éloignant durablement de l'eau. Le kelpie est le plus connu de ces chevaux aquatiques.
Il existe par ailleurs de nombreux rapports d'observation où des marins affirment avoir vu émerger un animal ressemblant à un cheval, doté d'une crinière.Mais on pense que ses marins ont été victimes d'hallucinations à force de passer trop de temps en mer. 

## Mentions et étymologies
Des chevaux aquatiques sont mentionnés dans de nombreux pays d'Europe occidentale. Ainsi, le kelpie (de l'anglais kelp, signifiant « varech »), cheval des lacs d'Écosse mentionné dans certains cantons allemands et en Islande, est le plus connu. Il porte aussi le nom de Tangi, Tang ou Nuggle dans les Orcades, tandis qu'il est nommé Shoopiltee ou Njogel,  dans les Shetland. Sur l'île de Man, on le connaît sous les noms d’Alastyn, Glashtyn ou de Cabyll-ushtey qui se traduit littéralement par « cheval aquatique » en gaélique local. L'équivalent en gaélique irlandais est Capall uisge. Au pays de Galles, une créature similaire est désignée par le nom de Ceffyl Dŵr. Des chevaux aquatiques apparaissent également dans le folklore scandinave, sous le nom de Bäckahästen (qui signifie « cheval des ruisseaux ») en Suède, l'équivalent norvégien étant Nøkken. Aux îles Féroé, il est nommé nykur, et en Islande, vatnahestur, nykur ou nennir. En Allemagne, il se nomme Nix.
Le Each Uisge est un cheval similaire issu du folklore écossais, qui vivrait dans les lochs. On le retrouve en Irlande sous le nom d’Aughisky.
Le cheval marin de Chiloé ressemble un peu à l'hippocampe.

## Caractéristiques
Tous les chevaux aquatiques partagent une grande affinité avec l'élément liquide, ainsi qu'une irrésistible beauté. Le kelpie qui hante les ruisseaux et les rivières d'Écosse est aussi l'un des esprits aquatiques les plus connus dans ce pays. Selon certaines versions, les lochs sont le domaine d'un autre cheval très proche du kelpie nommé l’Each Uisge, mais kelpie et Each Uisge se confondent assez souvent.

## Interprétation
Les chevaux aquatiques semblent liés à l'ancien culte de l'eau transmis dans les contes et légendes populaires, comme tous les esprits de l'eau de manière générale. La large diffusion de ces contes et les similitudes entre les différents esprits des eaux accrédite cette thèse. L'eau est par nature dualiste et nos ancêtres savaient qu'elle pouvait donner la vie comme la mort, cette double nature transparait dans tous les contes et légendes mettant en scène des esprits des eaux.
Une autre origine possible serait de véritables rencontres avec des créatures aquatiques dans des logements isolés proches dans les grands lacs durant la nuit, qui auraient donné lieu à des interprétations magiques.

## Cryptozoologie
On peut rapprocher le cheval aquatique de certaines des observations de « grands serpents de mer », où la tête est décrite comme ressemblant à celle d'un cheval, avec un cou à crinière. Sur la base de 33 de ces observations qui lui paraissaient crédibles et concordantes, le cryptozoologue Bernard Heuvelmans a décrit une espèce de mammifère pinnipède qu'il appelle « cheval marin », et qu'il a baptisée du nom scientifique Halshippus olai-magni[réf. nécessaire].

#### Créatures similaires
- Boobrie
- Hippocampe (mythologie)

#### Cheval dans les mythes et légendes
- Cheval ailé
- Liste des chevaux imaginaires